# Łódzki Hufiec Harcerzy „Szaniec”
Łódzki Hufiec Harcerzy „Szaniec” – jednostka terytorialna Organizacji Harcerzy ZHR, należąca do Łódzkiej Chorągwi Harcerzy ZHR. Zrzesza drużyny i gromady działające na terenie Łodzi i Piotrkowa Trybunalskiego.

## Historia
Powołany w dniu 28 sierpnia 1998 rozkazem Naczelnika Harcerzy hm. Adama Komorowskiego pod tymczasową nazwą „Łódź-Teren”.
W swoim założeniu miał skupiać jednostki harcerskie działające na terenie Łodzi i województwa łódzkiego. W jego skład weszły drużyny i gromady działające w Piotrkowie Trybunalskim, Poddębicach i częściowo w Łódzkim Hufcu Harcerzy „Kominy”. Jego pierwszym hufcowym został phm. Piotr Papieski.
W skład hufca weszły:
- 1 Poddębicka Drużyna Harcerzy
- 1 Piotrkowska Gromada Zuchów „Podróżnicy”
- 1 Piotrkowski Patrol Wędrowników
- 2 Piotrkowska Drużyna Harcerzy „Grań” im. gen. Józefa Hallera
- XV Łódzka Drużyna Harcerzy „Zielony Płomień” im. Andrzeja Małkowskiego (r. zał. 1920)
- 71 Łódzka Drużyna Harcerzy „PeCeZet” im. ks. Ignacego Skorupki
- 105 Łódzka Drużyna Harcerzy im. o. Tomasza Rostworowskiego SJ

W roku 1999 drużyny hufca wzięły udział w jubileuszowym Zlocie 10-lecia ZHR w okolicach Lednicy.
W wyniku przeprowadzonej 28 października 2001 reorganizacji ŁChH-rzy do hufca dołączyły drużyny z rozwiązanego Łódzkiego Hufca Harcerzy „Kominy”. Jednocześnie do nowo utworzonego Łódzkiego Związku Gromad Zuchów „Bambaju” przeszły gromady, które wróciły po jego rozwiązaniu w dniu 13 lutego 2006.
13 października 2004 Naczelnik Harcerzy hm. Paweł Zarzycki zmienił nazwę hufca z „Łódź-Teren” na „Szaniec”.

## Jednostki hufca
- 1 Piotrkowska Drużyna Harcerzy „Puszcza” im. Konspiracyjnego Wojska Polskiego
- XV Łódzka Drużyna Harcerzy „Zielony Płomień” im. Andrzeja Małkowskiego
- XV Łódzka Gromada Zuchów „Strażnicy Zaginionej Polany”
- 40 Łódzka Drużyna Harcerzy „Strażnicy”
- 42 Łódzka Drużyna Harcerzy
- 81 Łódzka Drużyna Harcerzy
- 81 Łódzka Gromada Zuchów „Strażnicy Grodu Starego”

## Szkolenie w hufcu
Od momentu powołania hufca funkcjonuje w nim system szkoleń, który w przyszłości ma się zakończyć powołaniem Szkoły Zastępowych. Stałym elementem planu pracy hufca jest kurs zastępowych „Gildia” oraz warsztaty zastępowych „Manufaktura”.

## Hufcowi Łódzkiego Hufca Harcerzy „Szaniec”
- phm. Piotr Papieski (28 sierpnia 1998 RL 7/98 – 13 lutego 2001 RL 2/02)
- phm. Piotr Dudziński (13 lutego 2001 RL 2/02 – 13 października 2002 RL 10/02)
- phm. Wojciech Papieski (13 października 2002 RL 10/02 – 13 października 2004 RL 10/04)
- hm. Michał Stasiak (13 października 2004 RL 10/04 – 1 kwietnia 2008)
- phm. Adam Drabik (1 kwietnia 2008 – 10 kwietnia 2010)
- phm. Michał Grelewski (10 kwietnia 2010 – 8 maja 2011)
- hm. Paweł Joachimiak (8 maja 2011 – )
- pwd. Grzegorz Bielawski
- hm. Jakub Deląg
- hm. Krzysztof Jerczyński